# Komottajärvi (sjö, lat 66,93, long 26,00)
Komottajärvi är en sjö i Finland. Den ligger i kommunen Rovaniemi i landskapet Lappland, i den norra delen av landet, 800 km norr om huvudstaden Helsingfors. Komottajärvi ligger 211,7 meter över havet. Arean är 21,9 hektar och strandlinjen är 2,27 kilometer lång. Sjön  ingår i Kemi älvs huvudavrinningsområde. 